# أول هامر
أول هامر (بالنرويجية البوكمول: Ole Hamre)‏ هو ملحن وعازف جاز نرويجي، ولد في 20 أكتوبر 1959 في برغن في النرويج.

## وصلات خارجية
- الموقع الرسمي
- أول هامر على موقع ميوزك برينز (الإنجليزية)
- أول هامر على موقع ديسكوغز (الإنجليزية)